# Bianca Fernandez
Bianca Jolie Fernandez (* 24. Februar 2004 in Montreal, Québec) ist eine kanadische Tennisspielerin. Sie ist die Schwester von Leylah Annie Fernandez, die ebenfalls professionelle Tennisspielerin ist.

## Karriere
Bianca Fernandez spielt vor allem auf dem ITF Women’s Circuit, wo sie aber noch keinen Turniersieg erringen konnte.